# Under Siege (2025)
Under Siege (2025) foi um evento de luta livre profissional produzido pela Total Nonstop Action Wrestling (TNA). Ele ocorreu em 23 de maio de 2025, no CAA Centre, em Brampton, Ontário, Canadá. Este evento foi o quinto da série de eventos sob a cronologia do Under Siege.
Dez lutas foram disputadas no evento, incluindo uma no pré-show "Countdown to Under Siege". No evento principal, o campeão mundial da TNA, Joe Hendry, e Elijah derrotaram o lutador do NXT, Trick Williams, e Frankie Kazarian. O evento foi marcante pelo retorno de Raj Singh à TNA.

## Produção

### Introdução
Under Siege é um evento de luta livre profissional realizado pela Total Nonstop Action Wrestling (TNA). Ele ocorre anualmente no mês de maio, e o primeiro evento foi realizado em 2021. Em 27 de março de 2025, a TNA anunciou que o Under Siege 2025 aconteceria em 23 de maio de 2025, no CAA Centre, em Brampton, Ontário, Canadá.

### Histórias
O evento incluiu lutas que resultaram de histórias com script, onde os lutadores retrataram heróis, vilões ou personagens menos distinguíveis em eventos que criaram tensão e culminaram em uma luta ou série de lutas.
No episódio de 22 de abril do NXT, o campeão mundial da TNA, Joe Hendry, interrompeu um segmento entre o campeão do NXT, Oba Femi, e Trick Williams, tentando reivindicar uma oportunidade pelo título de Femi. Williams se irritou com os comentários de Hendry e o zombou pela rápida derrota que sofreu contra Randy Orton na WrestleMania 41, afirmando que ele era o “primeiro da fila” pelo título e dizendo a Hendry que ele “não pertencia” ao NXT. Hendry retrucou, criticando as constantes reclamações de Williams antes de encarar Femi cara a cara. Williams tentou intervir, mas foi rapidamente derrubado pelos dois campeões. Cinco dias depois, no Rebellion, Hendry defendeu com sucesso o título contra Frankie Kazarian, detentor do Call Your Shot Trophy, e Ethan Page do NXT, em uma luta three-way, com Hendry fazendo o pinfall em Page. No entanto, após uma breve celebração, Hendry foi atacado por Williams para encerrar o show. No episódio seguinte do NXT, Hendry apareceu na abertura do show, desafiando Williams pelo ataque que sofreu no Rebellion e o acusando de não assumir a responsabilidade por não ser o campeão do NXT. Hendry desafiou Williams a enfrentá-lo ali mesmo, mas foi atacado pelo DarkState (Dion Lennox, Saquon Shugars, Cutler James e Osiris Griffin). Williams acabaria aparecendo na segunda metade do show, desconsiderando Hendry como uma ameaça viável e como estrela. Dois dias depois, em um episódio ao vivo do TNA Impact!, Hendry mais uma vez chamou Williams no início do show, mas recebeu apenas uma suposta transmissão por satélite de Williams, que disse estar se preparando para a battle royal na próxima semana no NXT para determinar o próximo desafiante de Femi no Battleground. No evento principal, Hendry se uniu aos The Hardys (Matt Hardy e Jeff Hardy) para enfrentar Kazarian e os campeões mundiais de duplas da TNA, The Nemeths (Nic Nemeth e Ryan Nemeth). Nos momentos finais do combate, Williams apareceu e atacou Hendry, permitindo que Nic fizesse o pin em Jeff para garantir a vitória para sua equipe. O show terminou com Williams mais uma vez atacando e deixando Hendry nocauteado. Após o show, a TNA anunciou em seu site que Hendry se uniria a Elijah para enfrentar Kazarian e Williams, marcando a estreia de Williams nos ringues da TNA.
No Unbreakable, o campeão mundial da TNA, Joe Hendry, e a campeã mundial das Knockouts da TNA, Masha Slamovich, enfrentaram seus respectivos oponentes do Rebellion, Frankie Kazarian e Tessa Blanchard, em uma luta de duplas mistas. Durante a luta, Slamovich foi brevemente distraída por Victoria Crawford (anteriormente conhecida como Alicia Fox na WWE), que estava sentada na primeira fila. Hendry e Slamovich ainda venceriam a luta, independentemente disso. No Rebellion, Slamovich derrotou Blanchard por submissão para reter seu título. Duas semanas depois, no TNA Impact! de 1º de maio, Crawford, junto com o assistente do gerente geral da NXT, Robert Stone (anteriormente Robbie E na TNA), interrompeu um segmento entre o diretor de autoridade da TNA, Santino Marella, e Cody Deaner. Stone afirmou que o desempenho de Marella na liderança estava "sob revisão" pelo conselho de diretores da Anthem Sports & Entertainment, com Stone atuando como intermediário entre a TNA e a Anthem, e que, por enquanto, Crawford serviria como "vice-diretora" de autoridade da TNA. Stone também anunciou que Crawford desafiaria Slamovich pelo Campeonato Mundial das Knockouts da TNA no Under Siege.
No episódio de 17 de abril do TNA Impact!, Cody Deaner procurou Santino Marella em busca de ajuda, pois seu contrato com a TNA expiraria no dia 1º de maio, e ele pediu a Marella para fazer uma defesa junto ao conselho de diretores da Anthem Sports & Entertainment para renová-lo. Marella afirmou que o conselho analisava muito os registros de vitórias e derrotas dos lutadores, o que, no caso de Deaner, havia sido ruim durante seu contrato atual. Duas semanas depois, no TNA Impact!, Deaner se dirigiu aos fãs em uma aparente promo de despedida, já que seu contrato expiraria à meia-noite. Felizmente para ele, Marella apareceu para anunciar que a Anthem havia concedido a Deaner uma extensão de curto prazo até o Under Siege. Lá, Deaner enfrentaria Eddie Edwards do The System, com a estipulação de que, se Deaner vencesse, ele receberia um novo contrato com a TNA.
No Rebellion, The Nemeth Brothers (Nic Nemeth e Ryan Nemeth) derrotaram The Hardys (Jeff Hardy e Matt Hardy) para conquistarem o Campeonato Mundial de Duplas da TNA. Duas semanas depois, no episódio de 8 de maio do TNA Impact, The Nemeth Brothers zombaram oferecendo uma revanche para The Hardys no Under Siege, sabendo que Jeff não poderia viajar para o Canadá devido a problemas legais passados. No entanto, Santino Marella anunciou que The Nemeth Brothers ainda defenderiam seus títulos no Under Siege, enfrentando Matt e um parceiro de sua escolha. Em 14 de maio, a TNA anunciou que Leon Slater seria o parceiro de Matt no Under Siege.
No Sacrifice, Ash by Elegance e Heather by Elegance derrotaram o Spitfire (Dani Luna e Jody Threat) para conquistarem o Campeonato Mundial de Duplas das Knockouts da TNA, com a ajuda de seu manager, The Personal Concierge, em uma luta handicap. Desde então, o Spitfire tentou invocar sua cláusula para uma revanche individual, mas foi brevemente atrapalhado pela interferência de Gigi Dolin e Tatum Paxley, do NXT, e pelo Meta-Four (Lash Legend e Jakara Jackson). Isso levou a uma luta fatal four-way de duplas pelo título no Rebellion, onde Ash e Heather conseguiram manter os cinturões. No episódio de 15 de maio do TNA Impact!, foi anunciado que o Spitfire teria sua revanche contra Ash e Heather pelo Campeonato Mundial de Duplas das Knockouts da TNA no Under Siege. Seis dias depois, um vídeo postado nas redes sociais da TNA mostrou o Spitfire declarando que se não conseguissem ganhar os títulos, se dissolveriam como equipe. No dia seguinte, no TNA Impact!, foi anunciado que a luta no Under Siege seria disputada como uma "Match by Elegance."
Nos últimos dois meses, Rosemary e Xia Brookside estavam envolvidas em uma rivalidade que começou após uma luta entre as duas no episódio de 13 de março do TNA Impact!. Nesse episódio, Rosemary foi desqualificada após cuspir névoa verde no rosto de Brookside. Isso abalou a confiança de Brookside, que ficou dividida sobre continuar utilizando suas habilidades como uma lutadora "babyface". Rosemary apareceu e desafiou Brookside para uma luta de duplas mais tarde naquela noite, onde Brookside e Léi Yǐng Lee derrotaram Rosemary e Savannah Evans. Nas semanas seguintes, Rosemary continuou a tentar influenciar Brookside a abraçar seu lado mais sombrio, até ajudando-a e a Lee nas batalhas contra o grupo Fatal Influence do NXT (Fallon Henley, Jacy Jayne e Jazmyn Nyx) durante o mês de abril. Isso levou a uma luta de sextetos no pré-show Countdown to Rebellion, onde o Fatal Influence venceu devido a um erro de comunicação das representantes da TNA. Duas semanas depois, no TNA Impact!, Rosemary e Lee se enfrentaram em uma luta, com Brookside posicionada na mesa de comentaristas. Perto do final, Rosemary tentou acertar Lee com um soco-inglês, mas uma intervenção de Brookside permitiu que Lee vencesse a luta. Na semana seguinte, Rosemary e Lee tiveram uma revanche do confronto anterior, onde Brookside foi desqualificada após Rosemary continuar com suas trapaças e provocações, levando Brookside a perder a paciência e atacar Rosemary, atingindo inadvertidamente o árbitro. No episódio do dia 22 de maio, Rosemary novamente provocou Brookside, pedindo que ela fosse mais cruel, e, como forma de "motivação", revelou ter atacado Lee. Brookside, já cansada da situação, desafiou Rosemary para mais uma luta, que foi anunciada para o pré-show Countdown to Under Siege.

#### Luta cancelada
No episódio do dia 15 de maio do TNA Impact!, Matt Cardona derrotou Elijah, Ace Austin e Mance Warner para garantir uma luta pelo Campeonato Internacional da TNA no Under Siege. No entanto, na semana seguinte, a TNA anunciou que o campeão Steve Maclin estava impossibilitado de competir no evento devido a problemas médicos. Cardona tentou fazer com que o título fosse entregue a ele, mas Santino Marella, em vez disso, remarcou a luta para o próximo episódio do TNA Impact!.

## Resultados
| Nº                                          | Resultados | Estipulações | Tempo |
| ------------------------------------------- | --- | --- | ----- |
| Pré- show                                   | Rosemary derrotou Xia Brookside por desqualificação | Luta individual | 8:35  |
| 2                                           | Mike Santana derrotou KC Navarro (com A. J. Francis) | Luta individual | 9:49  |
| 3                                           | Eddie Edwards derrotou Cody Deaner | Luta individual Como Deaner perdeu, ele não receberá um novo contrato com a TNA.                                                   | 10:32 |
| 4                                           | The Northern Armory (Eric Young, Judas Icarus e Travis Williams) derrotou The System (Moose, Brian Myers e JDC) (com Eddie Edwards e Alisha Edwards)            | Luta de trios | 12:06 |
| 5                                           | Ash by Elegance e Heather by Elegance (com The Personal Concierge) (c) derrotaram Spitfire (Dani Luna e Jody Threat)                                            | Match by Elegance pelo Campeonato Mundial de Duplas das Knockouts da TNA Como o Spitfire perdeu, elas foram forçadas a se separar. | 12:12 |
| 6                                           | Order 4 (Mustafa Ali, Tasha Steelz e The Great Hands (John Skylar e Jason Hotch)) derrotou Raj Singh, Indi Hartwell e The Rascalz (Trey Miguel e Zachary Wentz) | Luta de quartetos mistos | 9:55  |
| 7                                           | Tessa Blanchard (com Robert Stone) derrotou Arianna Grace (com Santino Marella)                                                                                 | Luta individual | 8:07  |
| 8                                           | Masha Slamovich (c) derrotou Victoria Crawford (com Sheriff Stone)                                                                                              | Luta individual pelo Campeonato Mundial das Knockouts da TNA                                                                       | 6:54  |
| 9                                           | The Nemeth Brothers (Nic Nemeth e Ryan Nemeth) (c) derrotaram Matt Hardy e Leon Slater                                                                          | Luta de duplas pelo Campeonato Mundial de Duplas da TNA                                                                            | 16:05 |
| 10                                          | Joe Hendry e Elijah derrotaram Trick Williams e Frankie Kazarian                                                                                                | Luta de duplas | 19:21 |
| (c) – Refere-se aos campeões antes da luta. | | |       |